# Eugen Adam

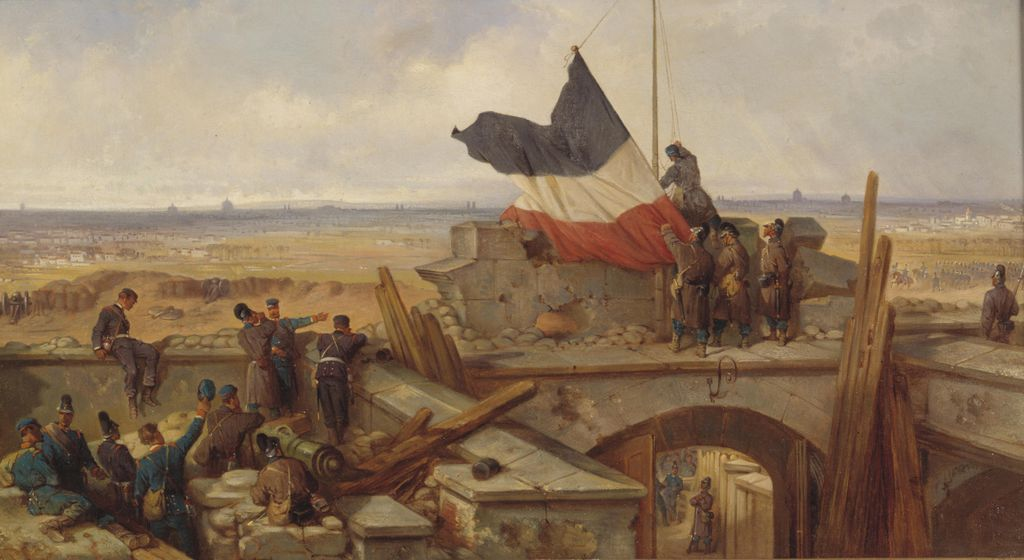
Fort Vanves, Eugen Adam

Eugen Adam (22 de janeiro de 1817, Munique - 6 de junho de 1880) foi um pintor alemão. 
Especializou-se em pinturas de animais, gênero, paisagens e batalhas. Possuía seus ateliês em Munique e viveu em Milão durante os anos de 1849-1858. Em 1859 tornou-se repórter de guerra para o jornal Ueber Land und Meer. Em 1861 participou das campanhas suíças, em 1870 e 1871 na guerra entre a França e Alemanha. 
Seu pai Albrecht e seus 3 irmãos Julius, Franz e Benno também eram pintores. 